# قارچ مرجانی متفاوت
قارچ مرجانی متفاوت (نام علمی: Alloclavaria) نام یک سرده از راسته زبرپرده‌سانان است.